# Sekiji Sasano
Sekiji Sasano (japonès: 笹野積次)  (Fujieda, 1914 - Kawasaki, 26 de març de 2004) és un exfutbolista japonès.

## Selecció japonesa
Va formar part de l'equip olímpic japonès als Jocs Olímpics d'estiu de 1936.